# Megastigmus pascali
Megastigmus pascali är en stekelart som först beskrevs av Girault 1933.  Megastigmus pascali ingår i släktet Megastigmus och familjen gallglanssteklar. Inga underarter finns listade i Catalogue of Life.